# Voštani papir
Voštani papir je bezdrvni celulozni papir obrađen s jedne strane ili s obje strane parafinom ili cerezinom kako ne bi propuštao zrak ili vodu. Upotrebljava se za zamatanje kolača, kruha, bombona, britvica i slično.

## Papir za pečenje
Papir za pečenje često se koristi pri pečenju zbog svoje visoke otpornosti na toplinu. Premazan je s obje strane tankim slojem voska, stoga sprječava lijepljenje hrane za proizvod. Ne zahtjeva dodatno namaščivanje podloge i gotovo jelo se bez problema odvaja od papira. Možete ga slobodno koristiti na temperaturama do 200 - 250°C, ovisno o papiru. Na višim temperaturama dobije tamniju boju. Papir za pečenje se najčešće spominje vezano za izradu kolača, torti i kruha, ali je odličan i za pripremu povrća i mesa. Papir za pečenje možete također koristiti za hladno skladištenje hrane te možete spriječiti nered u zamrzivaču tako da između proizvoda stavljate komad papira za pečenje koji će spriječiti sljepljivanje.